# ديفيد جيمس إليوت
ديفيد جيمس إليوت (بالإنجليزية: David James Elliott)‏ هو ممثل كندي، ولد في 21 سبتمبر 1960 في كندا. بدأ مشواره المهني سنة 1986.

## أعمال

### مسلسلات
- أم
- جاغ

## وصلات خارجية
- ديفيد جيمس إليوت على موقع IMDb (الإنجليزية)
- ديفيد جيمس إليوت على موقع ألو سيني (الفرنسية)
- ديفيد جيمس إليوت على موقع أول موفي (الإنجليزية)
- ديفيد جيمس إليوت على موقع قاعدة بيانات الأفلام السويدية (السويدية)
- ديفيد جيمس إليوت على موقع إن إن دي بي (الإنجليزية)
- ديفيد جيمس إليوت على موقع قاعدة بيانات الفيلم (الإنجليزية)
- ديفيد جيمس إليوت على موقع كينوبويسك (الروسية)